# Ngomane
Ngomane – miasto w Eswatini; w dystrykcie Lubombo; 3 920 mieszkańców (1997). 